# Pulicicochlea
Pulicicochlea is een geslacht van weekdieren uit de klasse van de Gastropoda (slakken).

## Soorten
- Pulicicochlea astropyga Ponder & Gooding, 1978
- Pulicicochlea calamaris Ponder & Gooding, 1978
- Pulicicochlea faba Ponder & Gooding, 1978
- Pulicicochlea fusca Ponder & Gooding, 1978